# Aran Fawddwy
L'Aran Fawddwy és una muntanya al sud d'Eryri, a Gal·les. És el punt més alt de l'històric comtat de Meirionnydd (que a efectes del govern local, es troba dins de l'actual àrea del consell de Gwynedd). És el cim més alt de la serralada d'Aran, l'únic cim de Gal·les llevat del nord d'Eryri per sobre dels 900 metres. Els petits assentaments més propers a la muntanya són Dinas Mawddwy al sud, Llanymawddwy al sud-est, Llanuwchllyn a la vora del llac Llyn Tegid al nord i Rhydymain a l'oest. Els assentaments més propers amb unes 2.000 persones són Y Bala i Dolgellau. Als vessants orientals d'Aran Fawddwy hi ha el petit llac anomenat Creiglyn Dyfi, la font del riu Dyfi. El seu cim germà és l'Aran Benllyn, de 885 metres d'alt. També hi ha un cim mitjà: l'Erw y Ddafad-ddu.

## Geografia
És el cim més alt de la serralada d'Aran i el 16è cim més alt de Gal·les. Les altres dues <i>Marilyns</i> d'aquesta gamma són Glasgwm i Esgeiriau Gwynion.
És la muntanya britànica més alta al sud de Snowdon, i és el cim principal de la cresta predominant sud-oest-nord-est entre Dolgellau i Bala, una carena que continua cap a l'oest com Cadair Idris.

## Ascens
L'Aran Fawddwy és millor pujar-lo des de Cywarch, al sud, encara que és possible una pujada més llarga a la carena des del costat de Bala. La muntanya forma una llarga carena rocosa amb l'Aran Fawddwy com a punt més alt, però l'Aran Benllyn és un altre cim notable. El vessant est és extremadament costerut, caient espectacularment en penya-segats a una sèrie de circs glacials que també tanquen dos petits llacs (el Creiglyn Dyfi i el Llyn Lliwbran). Els vessants occidentals també són pedregosos, però menys costeruts i més uniformes. La vista des del cim és àmplia i cobreix la majoria de les serralades del nord de Gal·les i fins al sud fins a Brecon Beacons i la península de Sir Benfro. En un dia clar, el districte dels llacs a Anglaterra i les muntanyes de Wicklow a Irlanda són visibles.
Hi ha un cairn a la carena oriental com a monument al membre de l'equip de rescat de muntanya de la RAF Michael Robert Aspain, que va ser colpejat i mort per un llamp el 1960.